# Nikauradjedef
Nikauradjedef (nach anderer Lesart Nikaudjedefre) war vermutlich ein Prinz der altägyptischen 4. Dynastie und ein Sohn von Pharao Radjedef; seine Mutter ist unbekannt. Möglicherweise war er aber auch nur ein Titularprinz aus der 5. Dynastie oder späterer Zeit. Nikauradjedef ist nur durch sein Grab bekannt. Es handelt sich um die Ziegel-Mastaba F15 auf dem östlich der Radjedef-Pyramide gelegenen Friedhof F in Abu Roasch.